# جان (رزیدنت ایول)
جان، پژوهشگر و رئیس پژوهشگران مقر شرکت آمبرلا در کوهستان آرکلی در سری بازی رزیدنت اویل بود؛ مقری که پژوهش‌های فوق سری آمبرلا در آن صورت می‌پذیرفت و اهمیت بالایی برای آمبرلا داشت. به دلیل این اهمیت، سازمان، مایل بود تا به شکلی در آن مقر نفوذ کند. سازمان ایدا وانگ را مأمور کرد، تا با جان ارتباط برقرار کرده و از پژوهش‌های مقر دربارهٔ پروژهٔ تایرانت، برایشان جاسوسی کند. این مأموریت موفقیت‌آمیز بود و ایدا توانست یه خوبی با جان ارتباط برقرار کرده و با او دوست شود. ایدا نیز از این موقعیت استفاده کرد و اطلاعات مهمی را از پژوهش‌های آن مقر به دست آورد. در بازی رزیدنت اویل ۱، جایی که کریس (یا جیل) برای باز کردن درها به رمزعبور کامپیوتری نیاز پیدا می‌کنند، باید از رمزعبوری که جان تعیین کرده‌استفاده کنند. این رمزعبور نام خودش (JOHN)و نام دوستش (ADA) بود.
- حضور او در این سری: رزیدنت اویل (بازی رایانه‌ای) و رزیدنت اویل ۲.